# Cambre d'Aze
Le Cambre d'Aze, Cambre d'Ase ou (en catalan et sur certaines cartes IGN) Cambra d'Ase est un sommet des Pyrénées-Orientales, dans le parc naturel régional des Pyrénées catalanes. Il a donné son nom à l'espace Cambre d'Aze, une station de sports d'hiver située sur ses flancs. Il surplombe la vallée d'Eyne, siège de la réserve naturelle nationale de la vallée d'Eyne.

## Toponymie
En catalan le nom est Cambra d'Ase. Il est traditionnellement traduit en français de façon imagée par « dos d'âne » de par la forme voûtée de cette montagne, ce qui est peut-être erroné car cambra veut dire « chambre » ou « cavité » en catalan.
Les formes anciennes sont Montanya de Cambres de Assens avec des variantes sur Assens. Le premier mot a probablement la même origine que le mot chambre, mais avec une notion de lieu de repos pour les troupeaux, les Cambres d'Assens désignant les pâturages à l'abri, dans le cirque glaciaire situé au pied du mont. Assens était sans doute le nom d'un propriétaire, devenu Ase par confusion avec le catalan ase qui signifie « âne ».

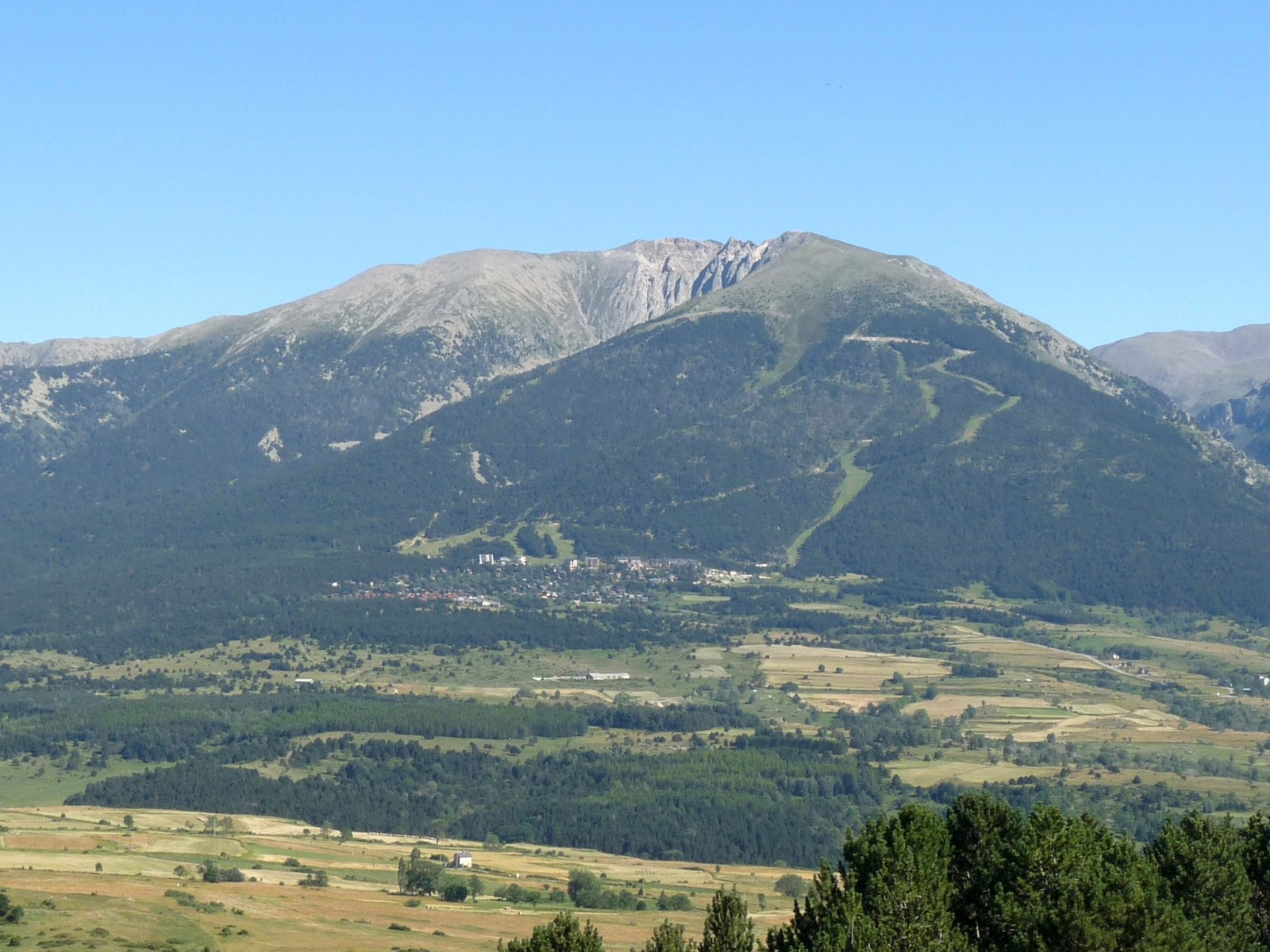
Le Cambre d'Aze depuis Font-Romeu.

## Géographie

### Faune et flore
Plantes à fleurs : gentiane, carline acaule, arnica, joubarbe.
Arbres : sorbier des oiseleurs, pin à crochets, rhododendrons (arbrisseau).

## Activités

### Alpinisme et escalade
Le cirque du Cambre d'Aze comporte de nombreux couloirs pouvant être pratiqués par des alpinistes et grimpeurs ou même en ski de randonnée. Les six couloirs les plus connus sont le couloir Caro-Line, le Grand couloir N (couloir central), le Gigolo, l'Éclair, le Bougnagas et le Vermicelle.
L'approche est commune pour tous les autres couloirs et se fait en partant de deux endroits différents : Saint-Pierre-dels-Forcats ou Eyne. Par Saint-Pierre-dels-Forcats, rejoindre le Pla du Cambre d'Aze, soit par les remontées mécaniques si elles sont ouvertes par le télésiège del Mouli et poursuivre jusqu'au sommet du téléski du plat situé à 2 090 mètres d'altitude, soit si elles sont fermées à pied en remontant sous le télésiège ou par une piste voisine ; ou alors en voiture par la piste forestière qui monte jusqu'au Pla du Cambre si elle est ouverte et déneigée. Depuis Eyne, rejoindre le Pla du Cambe d'Aze par la route forestière qui est interdite aux voitures. Enfin, une fois au niveau du Pla du Cambre d'Aze, il faut se diriger jusqu'au cirque en poursuivant le long du téléski.
Le couloir Éclair est le deuxième couloir à droite du couloir Central. Son départ est commun avec le couloir Bougnagas (Éclair à gauche, Bougnagas à droite). Il s'étend sur un dénivelé positif total de 772 mètres ; la distance de dénivelé difficile est de 250 mètres de dénivelé positif. La cotation de difficulté de ce couloir est AD+ 2 M3+ en cotation mixte. Le point de départ de ce couloir est à 1 939 mètres d'altitude pour se terminer à une altitude de 2 711 mètres, avec les difficultés principales à la fin de celui-ci à partir de 2 500 mètres d’altitude. Les pentes les plus raides peuvent aller de 45 jusqu'à 60°.
Le couloir du Gigolo est le quatrième couloir en partant de la droite en regardant le cirque depuis le Pla du Cambre. Il s'agit d'un couloir exposé au nord et de ce fait bien souvent ombragé. Il s'étend sur un dénivelé positif total de 772 mètres ; la distance de dénivelé difficile est de 240 mètres de dénivelé positif. La cotation de difficulté de ce couloir est AD 2 M3 en cotation mixte et P4 5.4 : E2 en cotation de ski. Le point de départ de ce couloir est à 1 939 mètres d'altitude pour se terminer à une altitude de 2 711 mètres, avec les difficultés principales à la fin de celui-ci à partir de 2 470 mètres d'altitude. Les pentes les plus raides peuvent aller jusqu'à 60°.
Le couloir Bougnagas se situe entre le couloir Éclair, qui est assez bien visible à droite de la Grande Cheminée, et le Vermicelle, qui sont deux autres couloirs du Cambre d'Aze. Mais, il ne se voit pas tout de suite lors de la marche d'approche. L'altitude minimale, est à 1 650 m et maximale à 2 700 m. Il y a 1 050 m de dénivelé positif, et 1 050 m de dénivelé négatif. L'altitude du début des difficultés est à 2 550 m avec une pente maximale de 55°. Au niveau de l'itinéraire, depuis le parking, il faut remonter le cône qui mène au pied du couloir, barré par un passage mixte assez compliqué. Un relais, ou un piton est possible en sortie à droite. Gravir ensuite les larges pentes du couloir se redressant vers la fin sous les corniches plus ou moins formées selon les années. Pour descendre, il faut se diriger et emprunter la descente commune aux couloirs. Il est un peu plus difficile que le couloir Gigolo, son voisin, pour son passage mixte. Le passage mixte peut, selon les années, ressembler à un très beau ressaut en glace.
Le Vermicelle est un des couloirs phares du Cambre d'Aze. Il se situe à droite du cirque et débute par une première partie large en forme de cône, mais il se rétrécit très vite pour devenir de plus en plus fin. Ce couloir est souvent fréquenté par des personnes pratiquant la randonnée. Néanmoins, lorsque la saison d'hiver arrive, ce couloir est plus souvent arpenté par des skieurs et des alpinistes ayant un certain niveau. Ce couloir est très étroit et son pourcentage de pente varie entre 40 et 50°. La corniche est une partie du Vermicelle qui présente des difficultés importantes pour des personnes non entraînées ou novices dans les disciplines. Le dénivelé est d'environ 970 m. Les difficultés peuvent varier suivant les disciplines : en ski 4.3 E1, en montée (marche ou alpinisme) PD+. Matériel requis pour la saison d'hiver : même si le début du Vermicelle peut se réaliser en ski de randonnée, l'aide des couteaux est nécessaire pour la suite et « permet une accroche plus stable sur des parties verglacées ou trop pentues ». Enfin, pour arriver jusqu'en haut, il faut mettre les skis en « portage », se munir de crampons et de piolets. Pour descendre, seul un bon niveau de ski est requis. Pour plus de sécurité, l'ARVA plus la pelle et la sonde sont très recommandés dans le cas d'une éventuelle avalanche.

### Sports d'hiver

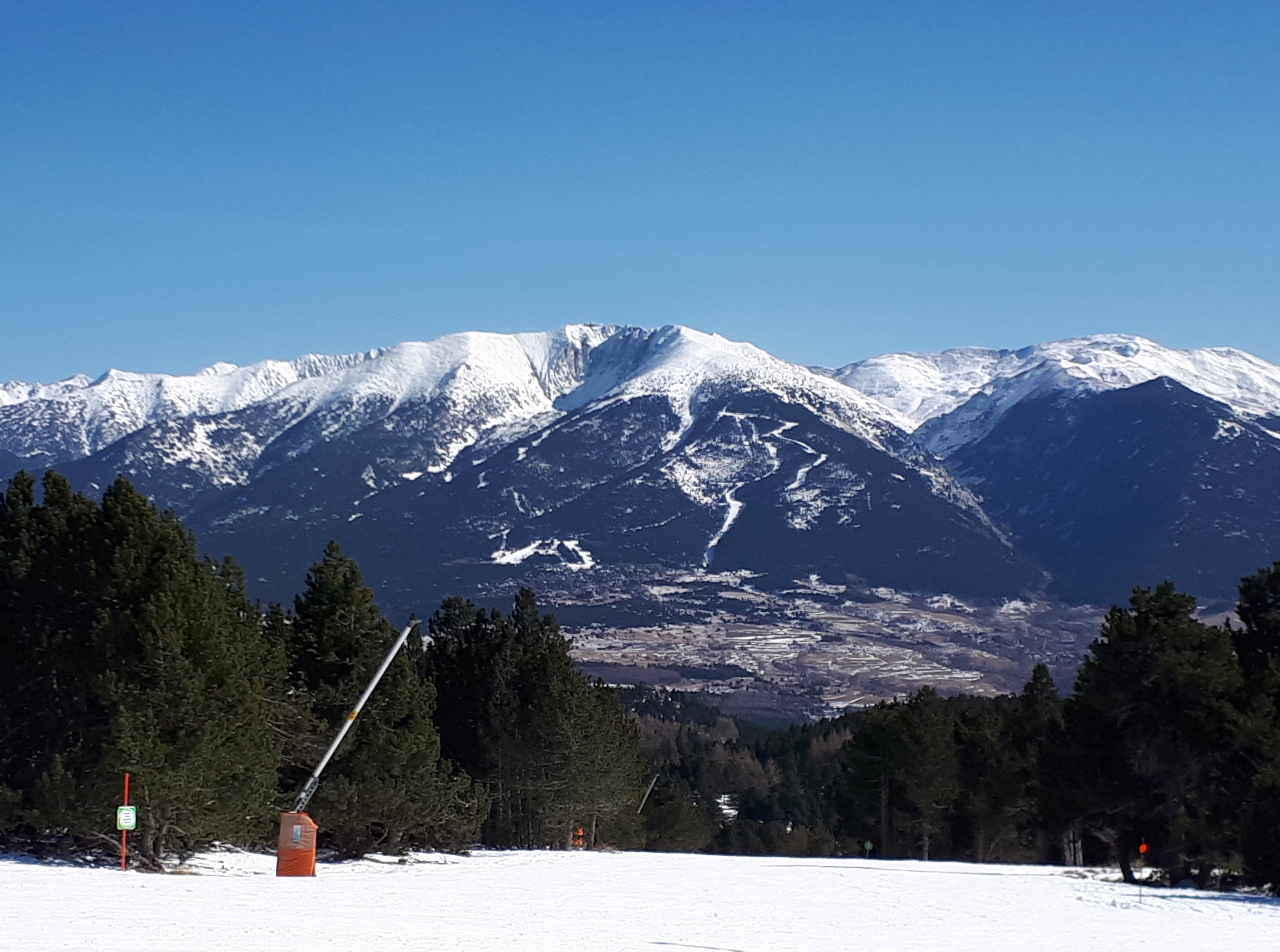
Vue des pistes de la station de ski du Cambre d'Aze ; la vallée d'Eyne se situe à droite du Cambre d'Aze.

Sur le versant nord de la montagne se trouve la station de sports d'hiver du Cambre d'Aze issue de la fusion en 1999 de deux stations : Eyne 2600 et Saint-Pierre-dels-Forcats. La station compte 23 pistes (7 vertes, 5 bleues, 8 rouges et 3 noires) pour un total de 22 km, ainsi que deux espaces pour débutants et deux espaces pour luges.